# Hornsbergs asfaltverk

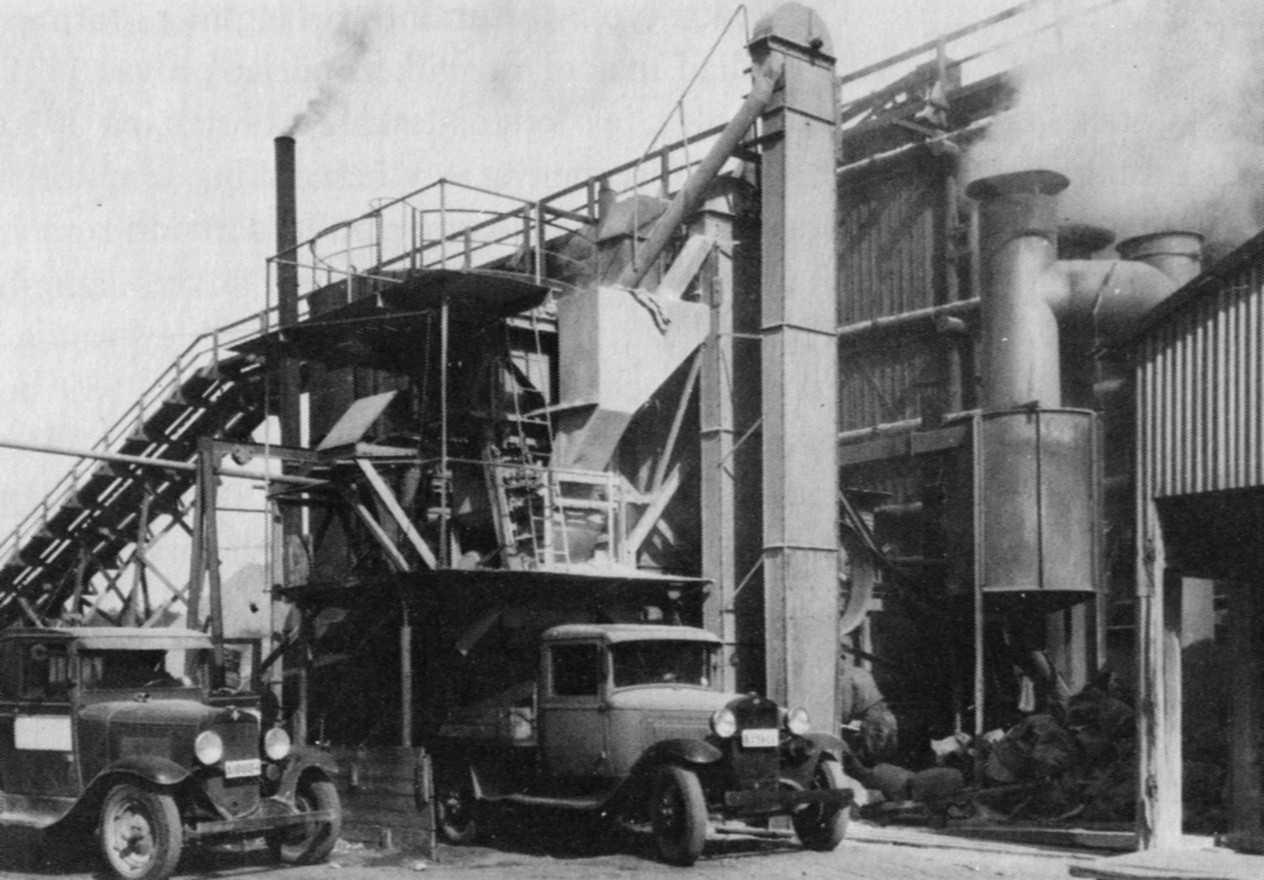
Hornsbergs asfaltverk 1932.

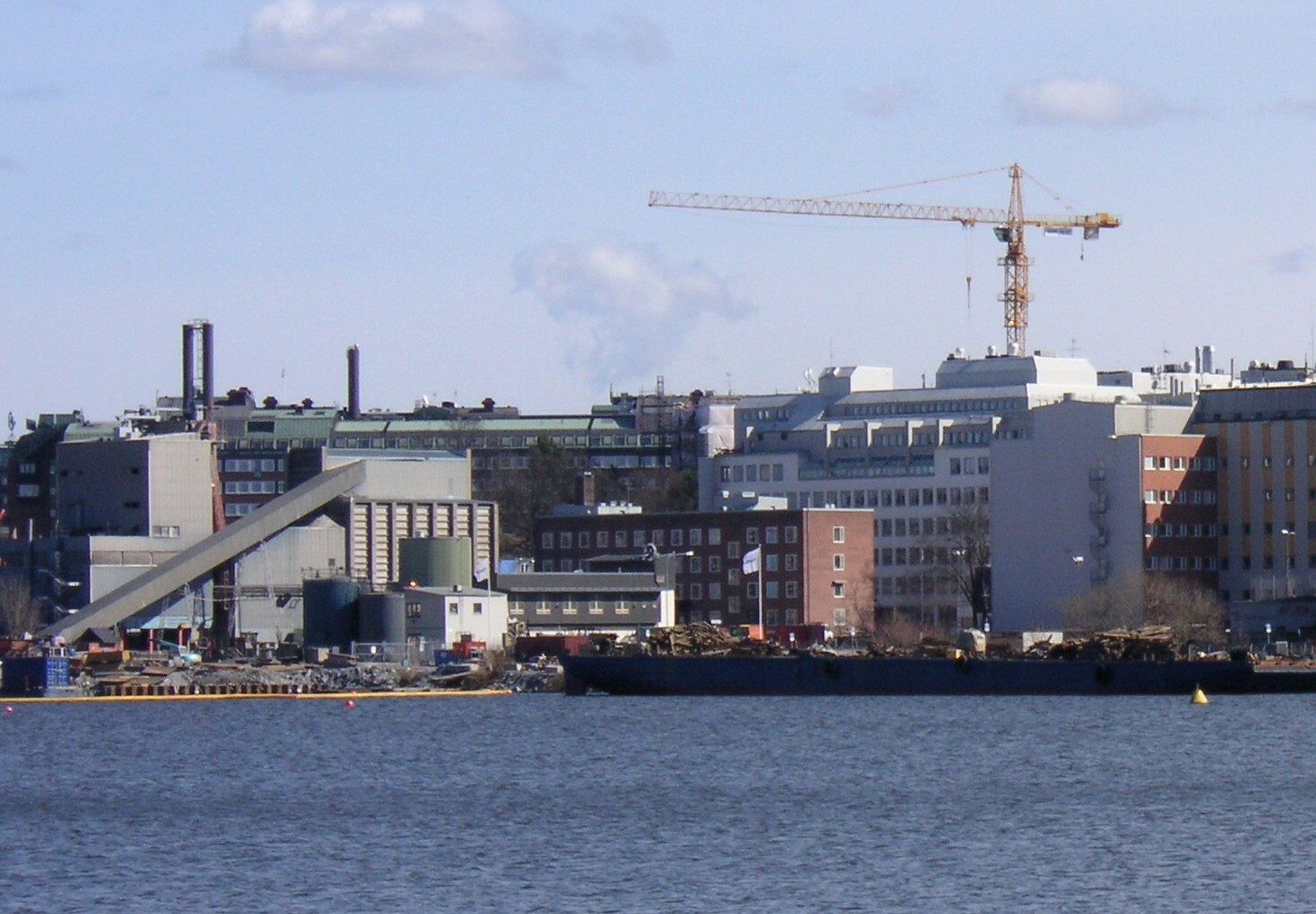
Hornsbergs asfaltverk, längst t.v. i april 2008.

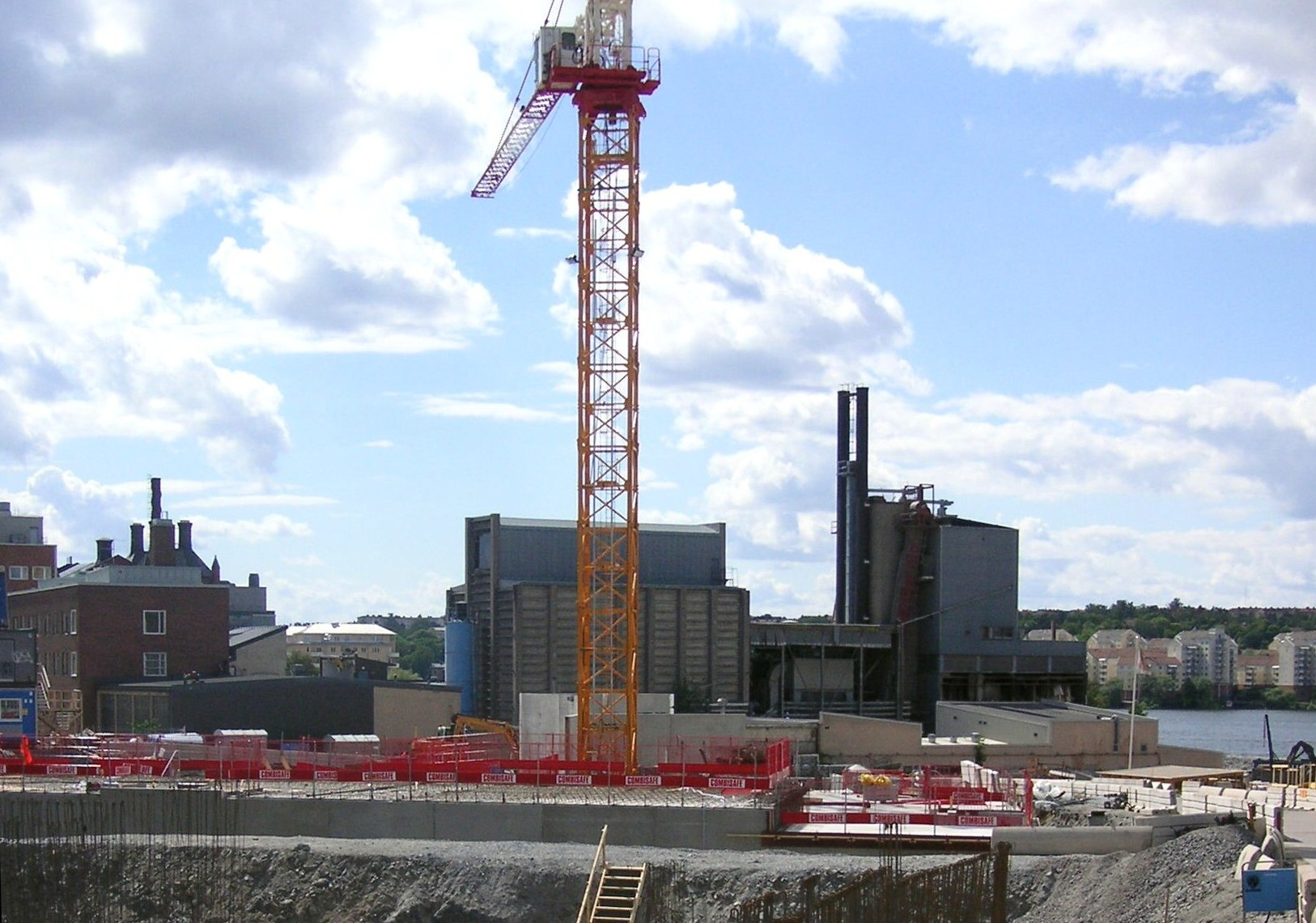
Asfaltverket strax innan rivningen i juni 2008.

Hornsbergs asfaltverk var en tung industrianläggning för tillverkning av asfalt belägen vid Hornsbergs strand i nordvästra Kungsholmen, Stockholm. Den första anläggningen byggdes 1929 och den sista revs 2008 för att ge plats åt ett nytt sjönära bostadsområde med bland annat höghuset i kvarteret Lusten.

## Historik
Längs vattenområdet mot Ulvsundasjön i Hornsberg etablerade sig redan på 1750-talet industri. Då var det en textilfabrik och senare ett sockerbruk som uppfördes intill malmgården Stora Hornsberg. År 1876 förvärvades marken av Tomt AB Hornsberg som hade planer på att skapa en villastad på Kungsholmen. Den nya villastaden skulle ha romantiska kvartersnamn som Tillflykten, Lyckan, Paradiset och Kojan. Men det blev aldrig någon framgång och bolaget lyckades inte sälja en enda tomt, delvis beroende på industrianläggningarna i direkt närhet.
Med ökande fordonstrafik i Stockholm och utveckling av vägbeläggningsteknik växte även behovet av tillverkning av asfaltmassor. Gatukontorets första anläggning i Enskede blev för lite och en etableringsplats för en ny större asfaltfabrik behövdes. Valet föll på en tomt intill Stora Bryggeriet på Hornsberg med egen kaj och kort avstånd till Stockholms gator.

## Asfaltverket
Det första asfaltverket uppfördes 1929 och 1935 genomfördes en omfattande ombyggnad av verket. Efter den ombyggnaden låg tillverkningskapaciteten vid cirka 200 ton per dag. År 1968 byggdes Hornsbergs sista asfaltverk i kvarteret Kojan. Området dominerades av tung industri med bland annat ett av Jehanders grusdepåer som låg här. Tillgång till kaj för tunga transporter var en fördel. Asfaltverket drevs till en början som en fristående enhet av Stockholms gatukontor och därefter under många år av Peab. Men verksamheten ansågs störande genom lukt och buller. Verket kunde ge 55-65 dBA (kan väcka en sovande person) från klockan 04 på morgonen och ibland även på kvällar och nätter.
När detaljplanen för ett nytt bostadsområde godkändes 2002 låg asfaltverket “i vägen” och bromsade byggstarten. Först på hösten 2008 började rivningen. Verksamheten hade då redan flyttats till Västberga. Därmed skapades plats för den nya bostadsbebyggelsen. Först fick dock marken och sjöbotten saneras från skadliga kemikalier. Det tidigare kvarteret Kojan ombildades till bland annat kvarteren Sällheten, Lycksaligheten, Lyckolandet, Välgången och Lusten. I kvarteret Lusten lät Familjebostäder uppföra ett höghus med 24 våningar och 82 lägenheter samt två lägre hus med 6-7 våningar och 115 lägenheter.